# 8 (liczba)
8 (osiem) – liczba naturalna następująca po 7 i poprzedzająca 9. 8 jest też cyfrą wykorzystywaną do zapisu liczb w różnych systemach liczbowych, np. w   dziesiętnym i szesnastkowym.
Sama jest podstawą ósemkowego systemu liczbowego.
W systemie dziesiętnym warunek podzielności liczby przez 8 to, aby liczba złożona z trzech ostatnich cyfr była podzielna przez 8.

## 8 w nauce
- liczba atomowa tlenu
- obiekt na niebie Messier 8
- galaktyka NGC 8
- planetoida (8) Flora

## 8 w kalendarzu
8. dniem w roku jest 8 stycznia. Zobacz też co wydarzyło się w 8 roku n.e.
8. miesiącem w roku jest sierpień.

## Zobacz też

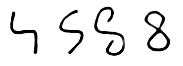
Zapis cyfry 8 zmieniający się w czasie